# McRae Williams
McRae Williams (ur. 23 października 1990 w Park City) – amerykański narciarz dowolny, specjalizujący się w slopestyle’u. Największy sukces osiągnął w 2017 roku, kiedy podczas mistrzostw świata w Sierra Nevada wywalczył złoty medal w swej koronnej konkurencji. Wyprzedził tam swego rodaka, Gusa Kenworthy’ego i Jamesa Woodsa z Wielkiej Brytanii. W Pucharze Świata zadebiutował 7 września 2012 roku w Ushuai, zajmując ósme miejsce. Tym samym już w swoim debiucie zdobył pierwsze pucharowe punkty. Na podium zawodów tego cyklu po raz pierwszy stanął 27 lutego 2015 roku w Park City, kończąc rywalizację w slopestyle’u na drugiej pozycji. W zawodach tych rozdzielił dwóch innych reprezentantów USA: Jossa Christensena i Gusa Kenworthy’ego. Najlepsze wyniki w Pucharze Świata osiągnął w sezonie 2015/2016, kiedy to w klasyfikacji generalnej zajął trzynaste miejsce, a w klasyfikacji slopestyle'a był trzeci. Ponadto w sezonie 2016/2017 zdobył Małą Kryształową Kulę w klasyfikacji slopestyle'a.

## Osiągnięcia

### Igrzyska olimpijskie
| Miejsce | Dzień     | Rok  | Miejscowość | Konkurencja | Zwycięzca  |
| ------- | --------- | ---- | ----------- | ----------- | ---------- |
| 15.     | 22 lutego | 2018 | Pjongczang  | Halfpipe    | David Wise |

### Mistrzostwa świata
| Miejsce | Dzień    | Rok  | Miejscowość   | Konkurencja | Zwycięzca    |
| ------- | -------- | ---- | ------------- | ----------- | ------------ |
| 1.      | 19 marca | 2017 | Sierra Nevada | Slopestyle  |              |
| 22.     | 2 lutego | 2019 | Park City     | Big air     | Fabian Bösch |
| 7.      | 6 lutego | 2019 | Park City     | Slopestyle  | James Woods  |

### Puchar Świata

#### Miejsca w klasyfikacji generalnej
- sezon 2012/2013: 105.
- sezon 2013/2014: 52.
- sezon 2014/2015: 64.
- sezon 2015/2016: 13.
- sezon 2016/2017: 26.
- sezon 2017/2018: 58.

#### Miejsca na podium w zawodach
1. Park City – 27 lutego 2015 (slopestyle) – 2. miejsce
2. Mammoth Mountain – 24 stycznia 2016 (slopestyle) – 2. miejsce
3. Font-Romeu – 14 stycznia 2017 (slopestyle) – 1. miejsce
4. Silvaplana – 3 marca 2017 (slopestyle) – 2. miejsce